# Ridgewell
Ridgewell is een civil parish in het bestuurlijke gebied Braintree, in het Engelse graafschap Essex. De plaats telt 509 inwoners.